# Metz (zespół muzyczny)
METZ – kanadyjski zespół punkrockowy założony w 2008 roku Ottawie, a obecnie z siedzibą w Toronto. W skład zespołu wchodzą: wokalista oraz gitarzysta Alex Edkins, perkusista Hayden Menzies oraz basista Chris Slorach.

## Historia
W roku 2007 w mieście Ottawa z inicjatywy wokalisty i gitarzysty Alex Edkins oraz perkusista Hayden Menzies powstało pierwsze wcielenie zespołu. Dopiero rok później, po przeprowadzce do Toronto, gdzie poznali basistę Chrisa Sloracha, zespół w pełni rozpoczął swoją działalność. Pomiędzy pierwszym koncertem grupy a wydaniem pierwszego albumu studyjnego minęło 5 lat. Przez ten czas zespół wydał kilka singli, które, jak określił sam wokalista grupy "brzmią jak zespół, który poszukuje swojego miejsca". 9 października 2012 roku wydali swój pierwszy album pod tytułem "METZ". Ogólnie został dobrze przyjęty przez fanów, jak i krytyków, którzy zauważyli na nim duży wpływ muzyki rockowej wczesnych lat dziewięćdziesiątych. Drugi album został wydany 4 maja 2015 roku pod tytułem "II". Tak jak jego poprzednik, również zawierał 10 piosenek. Brzmienie albumu było kontynuacją tego, co można było usłyszeć na debiucie zespołu. Album był nominowany do 2015 Polaris Music Prize. Trzeci album, "Strange Peace", miał swoją premierę 22 września 2017 roku. Tym razem podczas pracy nad muzyką, zespół obrał inny kierunek niż przy poprzednim albumie, nieco zmieniając swoje dotychczasowe brzmienie. W 2019 roku grupa zdecydowała się na wydanie albumu "Automat", na którym zebrano mniej znane utwory i te będące trudniej dostępne. Znajdziemy na nim single, które nie promowały żadnych albumów studyjnych, piosenki ze strony B singli oraz jedno wcześniej nieopublikowane demo. 21 lipca 2020 roku Metz udostępnili singiel "A Boat to Drown In". Wraz z teledyskiem promował czwarty album długogrający pod tytułem "Atlas Vending". Album ukazał się 9 października 2020 roku, czyli dokładnie 8 lat po debiutanckiej płycie. Na krążku znajduje się 10 piosenek. Album zyskał w większości pozytywne recenzję. Według strony Metacritic, średnia z 12 wziętych pod uwagę recenzji, wynosi 80 na 100 możliwych punktów. Pierwsza zapowiedz, w formie krótkiego filmu, kolejnego albumu zespołu pojawiła się 13 lutego 2024 roku na profilu zespołu w serwisie Facebook. Płyta "Up on Gravity Hill" została wydana 12 kwietnia 2024 roku przez Sub Pop, a w Kanadzie przez Dine Alone Records. Album promowały dwa single, "Entwined (Street Light Buzz)" oraz "99", do którego powstał teledysk. Do premiery albumu udostępniono dwa kolejne utwory: 19 marca "Light Your Way Home" oraz 9 kwietnia "Superior Mirage". Oba utwory promowały teledyski.
Podczas trasy koncertowej w 2021 roku, którą zespół odbywał wraz z inną kanadyjską grupą muzyczną, Preocupations, okradziony został van, którym kapela przemieszczała się pomiędzy kolejnymi koncertami. Do kradzieży doszło w mieście Santa Clarita w stanie Kalifornia, o czym zespół dowiedział się rankiem, 20 listopada. Skradzione zostały nie tylko efekty gitarowe, mikrofony czy cały zestaw perkusyjny, ale również merch zespołowy, który fani mogli zakupić na koncertach. Choć zespół był bardzo zdeterminowany, aby nie odwoływać reszty zaplanowanych koncertów, to jednocześnie nie było to możliwe bez odzyskania skradzionego wyposażenia. Zorganizowana została zbiórka pieniężna, która pozwoliłaby zespołowi zakupić wszystko co potrzebne do dalszego uczestniczenia w trasie koncertowej oraz udostępniono listę skradzionych przedmiotów. W ciągu 24 godzin od uruchomienia zbiórki udało się zebrać ponad 28 tysięcy dolarów, co pozwoliło na zakupienia nowego sprzętu.
Wiele grafik znajdujących się na koszulkach oraz plakatach promujących zespół jest autorstwa perkusisty, Haydena Menziesa, który zdobył wyższe wykształcenie z dziedziny sztuk pięknych na Uniwersytecie Concordia w Montrealu. Natomiast autorem fotografii znajdujących się na okładkach albumów takich jak METZ, II, Atlas Vending oraz singla Dirty Shirt jest ojciec wokalisty zespołu, John Edkins.

## Muzycy
- Alex Edkins – wokal, gitara
- Chris Slorach – gitara basowa
- Hayden Menzies – perkusja

## Dyskografia

### Albumy studyjne
- METZ (9 października 2012, Sub Pop)
- II (4 maja 2015, Sub Pop)
- Strange Peace (22 września 2017, Sub Pop)
- Atlas Vending (9 października 2020, Sub Pop)
- Up on Gravity Hill (12 kwietnia 2024, Sub Pop / Dine Alone)

### Kompilacje
- Automat (12 lipiec 2019, Sub Pop)

### Single & EPs
- "Soft Whiteout/Lump Sums" (2009, We Are Busy Bodies)
- "Dry Up/Ripped On The Fence" (2010, We Are Busy Bodies)
- "Negative Space/Automat" (2010, We Are Busy Bodies)
- "Pig" (Sparklehorse cover) (2012, Sonic Boom Recording Company)
- "Dirty Shirt" (2012, Sub Pop)
- "Can't Understand" (2015, Sub Pop)
- "Eraser/Pure Auto" (2016, Three One G)
- METZ & Swami John Reis (2016, Swami Records)
- METZ / Mission of Burma - "Good, Not Great/Get Off" (Mission of Burma cover) (2016, Sub Pop)
- "Escalator Teeth/On and On" (2018, Sub Pop)
- M.E. (2019, Sub Pop)
- "Acid/Slow Decay" (2020, Sub Pop)
- METZ / Adulkt Life - Split (4 marca 2022, What's Your Rapture?)
- Come On Down (2022, Sub Pop)

### Albumy koncertowe
- Live At Ramsgate Music Hall (2020, Ramsgate Music Hall, ekskluzywnie na Bandcamp)
- Live at the Opera House (4 sierpnia 2021, Sub Pop)